# Acacia microcarpa
Acacia microcarpa é uma espécie de leguminosa do gênero Acacia, pertencente à família Fabaceae.